# Steppa intermontana dei Saiani
La steppa intermontana dei Saiani è una ecoregione terrestre della ecozona paleartica appartenente al bioma delle Praterie, savane e macchie temperate (codice ecoregione: PA0815) che si sviluppa per circa 33.900 km² nell'Asia centrale, fra la Siberia meridionale  e il nord-ovest della Mongolia.
L'ecoregione fa parte dell'ecoregione globale denominata Foreste montane dei Monti Altai-Saiani, inclusa nella lista Global 200.
Lo stato di conservazione è considerato vulnerabile.

## Territorio
La regione si sviluppa per una lunghezza di circa 400 km nella depressione di Tuva, fra i monti Saiani Occidentali, i Saiani Orientali ed i Monti Tannu-Ola.
L'area ha inverni freddi con precipitazioni nevose limitate ed estati con giorni molto caldi spesso seguiti da gelate notturne che limitano la crescita della vegetazione.

## Flora
Questa ecoregione steppica è situata in una vasta depressione nota come depressione intermontana di Tuva. Qui gli inverni sono terribilmente rigidi, ma le precipitazioni nevose sono limitate. Straordinariamente dure sono anche le condizioni durante l'estate: a giornate molto calde, infatti, seguono spesso gelate notturne. Sono proprio queste gelate che limitano la crescita della vegetazione. Ciononostante, nella zona possiamo trovare un certo numero di comunità erbose diverse, come la steppa a piccoli ciuffi, la steppa a grandi ciuffi, la steppa prativa e la steppa desertica. Inoltre, nella regione si trova un gran numero di laghi.

## Fauna

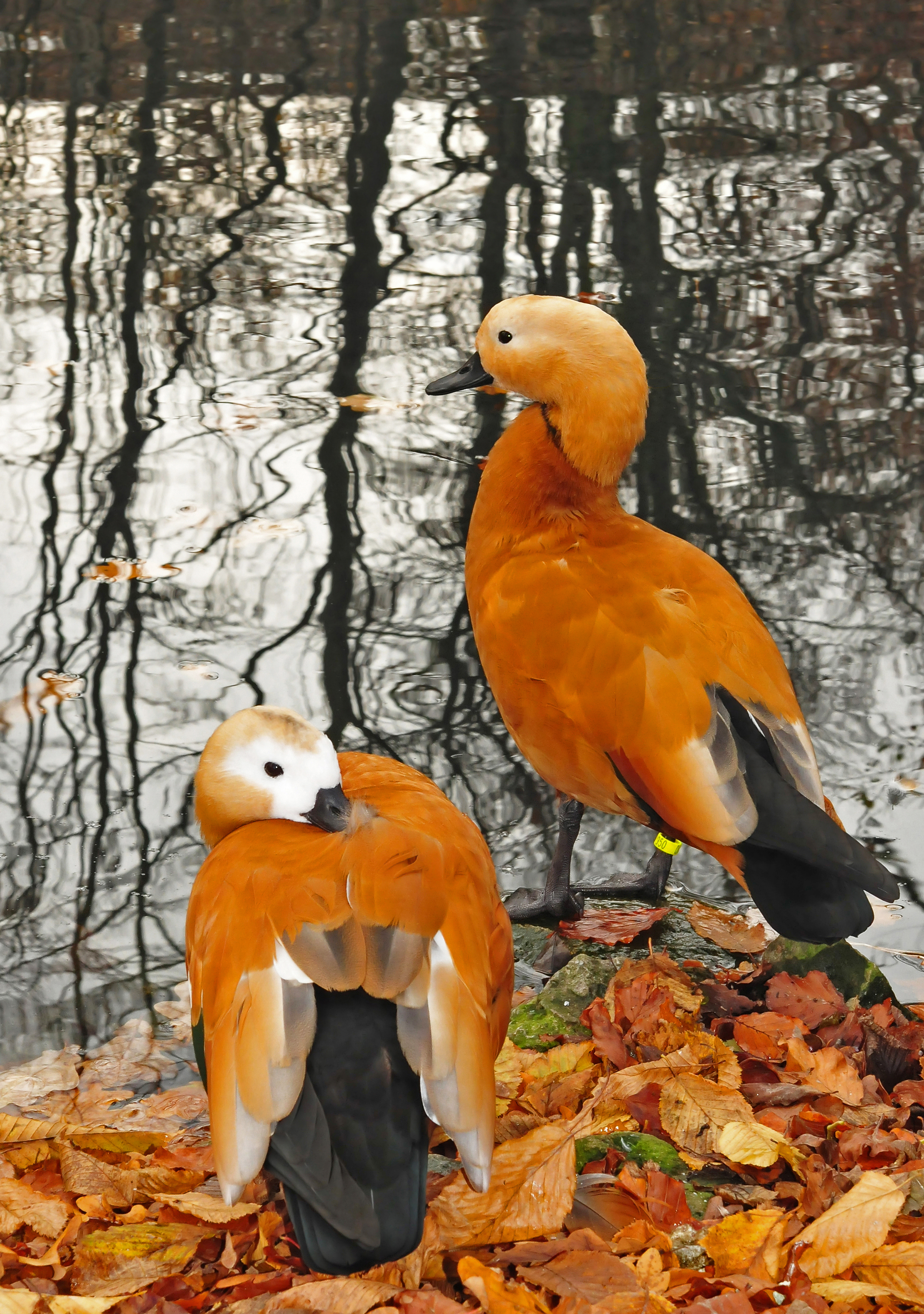
Due esemplari di casarche comuni (Tadorna ferruginea)

La steppa intermontana dei Saiani costituisce una zona di transizione, con specie proprie sia dalla steppa del Kazakistan a ovest che della Mongolia ad est. Molti tipi di rettili scivolano o strisciano sul terreno, come la lucertola agile (Lacerta agilis) e il marasso (Vipera berus). Tra i roditori della regione figurano il citello dalla coda lunga (Urocitellus undulatus), il criceto nano striato (Cricetulus barabensis) e il gerboa del Gobi (Allactaga bullata). Tra le specie di uccelli più insolite della regione ricordiamo il gracchio alpino (Pyrrhocorax graculus), il calandro maggiore (Anthus richardi) e il falco sacro (Falco cherrug). Intorno ai laghi della regione, inoltre, i grandi aironi cenerini (Ardea cinerea) si riuniscono in compagnia di cormorani comuni (Phalacrocorax carbo), cigni selvatici (Cygnus cygnus) e casarche comuni (Tadorna ferruginea).

## Conservazione
Lo stato di conservazione della regione è considerato vulnerabile. Alcune aree sono ancora incontaminate, anche se la maggior parte delle steppe sono oggi utilizzate per l'agricoltura.
Altre potenziali minacce includono la coltivazione, l'irrigazione, l'invasione di specie esotiche e l'estrazione mineraria.
Solo piccole parti della regione rientrano, parzialmente, in aree protette limitrofe. Queste sono:
- Riserva naturale Sayano-Shushenski[3];
- Riserva naturale Ubsunurskaya Kotlovina[4];